# 信仰自由宣言 (1672年)
信仰自由宣言（しんこうじゆうせんげん、英語: Royal Declaration of Indulgence）は、1672年3月15日にイングランド王チャールズ2世によって発された宣言。宣言の目的はチャールズ2世の領土で国教忌避者を罰する非国教徒抑圧法の実施を停止して、非国教徒のプロテスタントやカトリックに信教の自由を与えることである。
宣言は物議を醸し、チェスター主教ジョン・ブリッジマンの息子で国璽尚書のサー・オルランド・ブリッジマンは宣言がカトリックに寛容すぎるとして国璽を押すことを拒否して辞任した。
騎士議会は1673年にチャールズ2世に迫って宣言を撤回させ、同時に最初の審査法を議決して、官職に就任するにはカトリックの教義である聖変化を否定してイングランド国教会の聖餐に与らなければならなかった。1685年に即位したカトリックのジェームズ2世が1687年に同様の信仰自由宣言を発そうとしたため、彼への不満がたまり、名誉革命の原因を1つ作り出す結果となった。